# Power over Ethernet
Power over Ethernet eller PoE teknologien beskriver, hvordan et system kan sende elektrisk energi sammen med data til fjerne enheder over standard twisted-pair kabel i et ethernet datanet. Denne teknologi er anvendelig til elektrisk at forsyne IP-telefoner, trådløse basisstationer, webcam, switche, computere og andre anvendelser, hvor det er besværligt med separat elektrisk forsyning. PoE teknologien er på sin vis sammenlignelig med POTS telefoner, som også modtager elektricitet og analoge data gennem samme kabel.
Der er en del ad hoc PoE teknikker, men PoE udstyr, som opfylder IEEE standarden, kan stærkt anbefales af sikkerhedsmæssige årsager.
Følgende mere kendte Power over Ethernet tekniker er her:
- Standarden IEEE 802.3af (rimelig udbredt)
- Den kommende standard IEEE 802.3at (=PoE+, PoEplus...)